# Lee Soo-nam
Dans ce nom coréen, le nom de famille, Lee, précède le nom personnel.
Lee Soo-nam (coréen : 이수남) (né le 2 février 1927 à Séoul en Corée japonaise, et mort le 8 janvier 1984 en Corée du Sud) est un footballeur international sud-coréen, qui évoluait au poste d'attaquant.

## Biographie

### Carrière en sélection
Avec l'équipe de Corée du Sud, il figure notamment dans le groupe des sélectionnés lors de la coupe du monde de 1954. Lors du mondial, il dispute un match contre la Turquie.
Il participe également à la coupe d'Asie des nations de 1956.

## Palmarès
Corée du Sud
- Coupe d'Asie des nations (1) :
  - Vainqueur : 1956.